# Timati

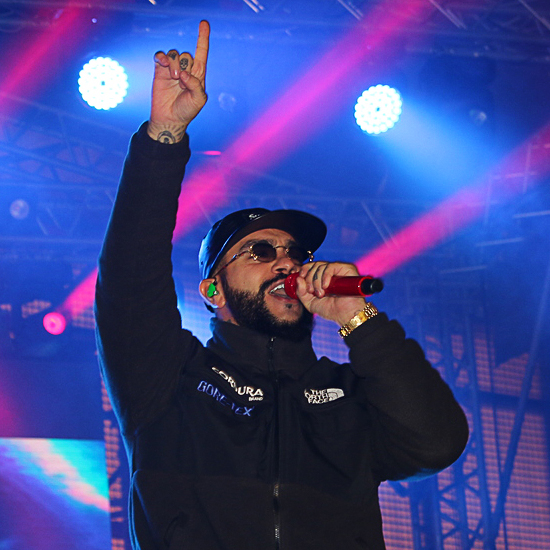
Timati (2019)

Timati (* 15. August 1983 in Moskau; bürgerlicher Name Timur Ildarowitsch Junussow, kyrillisch: Тимур Ильдарович Юнусов) ist ein russischer Rapper und Sänger, Musikproduzent, Schauspieler und Unternehmer tatarischer Abstammung. Angefangen als Tänzer und Background-Sänger machte er sich 2004 durch seine Teilnahme an der Casting-Show Fabriki swesd 4 erstmals in Russland einen Namen. 2006 veröffentlichte Timati sein Debüt-Soloalbum Black Star. 2009 erreichte er mit der Single Groove On, die er mit Snoop Dogg veröffentlichte, erstmals auch in West- und Mitteleuropa die Single-Charts. 2011 gelang Timati mit dem Song Welcome to St. Tropez, der mit DJ Antoine und Kalenna Harper entstand, ein Top-10-Hit in mehreren europäischen Ländern.
Aus seinem gemeinsam mit Pawel Kurjanows und Walter Lerousses 2006 gegründeten Musiklabel Black Star entwickelte sich eine Holding, die heute unter anderem Bekleidungsgeschäfte, Burgerrestaurants, Friseurläden und Fitnessstudios umfasst. 2020 verließ er das Unternehmen. Im Jahr 2022 übernahmen Timati und der Gastronom Anton Pinskij alle Starbucks- und 2023 alle Domino’s-Filialen in Russland, nachdem sich die Unternehmen wegen des Russischen Überfalls auf die Ukraine aus Russland zurückgezogen hatten und betrieben sie als Stars Coffee und Domиno weiter.
Seit 2011 unterstützt Timati den russischen Präsidenten Wladimir Putin und steht seit 2018 auf dessen Liste seiner Vertrauten. Des Weiteren pflegt er eine Freundschaft zum tschetschenischen Machthaber Ramsan Kadyrow.

## Kindheit und Jugend
Timati stammt aus einem wohlhabenden Elternhaus. Sein Vater Ildar Junussow ist ein ethnischer Tatare, war im Finanzwesen tätig und hat familiäre Verbindungen zu Diplomaten und Beamten des russischen Ministeriums für Außenwirtschaftsbeziehungen. Seine Mutter Simona Junussowa (geborene Tschernomorskaja) hat jüdische Wurzeln und stammt aus einer musikalischen Familie. Er hat einen jüngeren Bruder Artem (* 1987), der seit 2006 als DJ Temniy in Moskau auflegt.
Timati besuchte bereits als Jugendlicher die Musikschule und lernte Violine und Klavier. 1995 ging er nach Los Angeles, wo er erstmals mit Hip-Hop- und R’n’B-Musik in Berührung kam was seine spätere musikalische Ausrichtung prägte. Drei Jahre später kehrte er nach Moskau zurück, um an der Wirtschaftshochschule Moskau zu studieren, brach das Studium jedoch zugunsten seiner Musikkarriere ab. Beim Skateboarden lernte Timati Pawel Kurjanow, der unter dem Pseudonym Pascha aktiv ist, kennen, mit dem er bis 2020 eng zusammenarbeitete. Gemeinsam gründeten sie 1998 das Hip-Hop-Projekt VIP 77, mit der sie in der Clubszene erste Bekanntheit erlangten.

## Karriere

### Bis 2003: Erste Erfolge in der Moskauer Musikszene

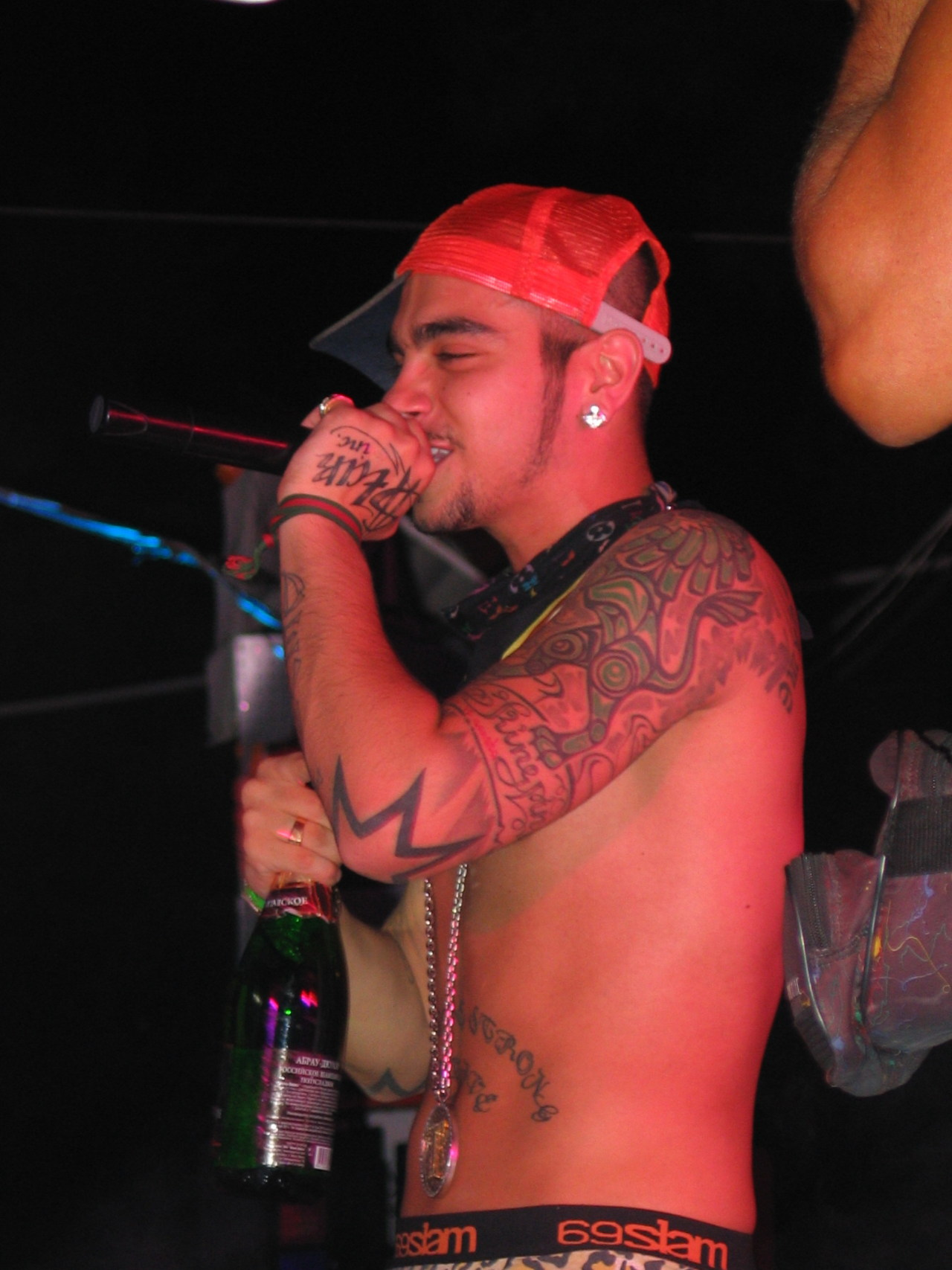
Timati (2006)

Im Jahr 1999 lernte Timati in einer Breakdance-Schule den russischen Musiker Kirill Tolmatsky kennen, der als Decl in Moskau bereits große Konzerte spielte. Timati begleitete ihn bei seinen immer größeren Auftritten als Background-Sänger und spielte in seinen Videos mit. Dadurch war er auch erstmals im Fernsehen zu sehen, bevor es Anfang der 2000er Jahre zu Konflikten zwischen den Musikern kam und sich das Duo trennte.
Timati organisierte daraufhin gemeinsam mit Pascha Partys in den Moskauer Diskotheken und eröffneten 2004 mit dem B-Club einen ersten eigenen Club, in dem neben lokalen Rappern und DJs auch Künstler aus dem Westen auftraten.

### 2004 bis 2007: Nationale Bekanntheit durch Musik und Film
2004 nahm er an der vierten Staffel der Casting-Show Fabriki swesd (Фабрики звезд) teil und gründete im Anschluss mit drei weiteren Teilnehmerinnen und Teilnehmern die Gruppe Banda. Obwohl keines der Mitglieder gewann, wurde die Gruppe vom russischen Musikproduzenten und Leiter der Staffel Igor Krutoi unter Vertrag genommen. Ihr Debütalbum Novye Ljudi (Ноvыэ Люди) gehörte 2005 zu den erfolgreichsten Alben in Russland. Während der Show lernte er die russisch-israelische TV-Moderatorin und spätere Oppositionsaktivistin Ksenia Sobchak kennen, mit der er 2007 die gemeinsame Single Potanzuj so mnoj (Потанцуй со мной) veröffentlichte. Im Zuge der Werbekampagne zum gemeinsamen Song wurde vorab ein angebliches Sex-Tape geleakt, in dem die beiden Musiker zu sehen waren und das für Schlagzeilen sorgte. Sobchak bezeichnete es später als eine Parodie auf das geleakte Sex-Tape von Paris Hilton und Rick Salomon.
Parallel zur Gründung der Marke Black Star Inc. im Jahr 2006 veröffentlichte Timati sein gleichnamiges Debüt-Studioalbum Black Star. Zwei Lieder des Albums waren im Film Die Hitze, in dem er sich selbst spielte, zu hören. Für den Song Sombi (Зомби) wurde ihn die Anfertigung eines Plagiats vorgeworfen, da es dem Lied Mr. Me Too der US-amerikanischen Rap-Gruppe Clipse sehr ähnelt. Die Single-Auskopplung W klube (В клубе), die in Zusammenarbeit mit dem Produzenten DJ Dlee entstand, feierte 2007 erste Erfolge. Im selben Jahr übernahm er die Rolle des 50 Bundesschillingov in der Filmkomödie Hitler geht kaputt, für den er gemeinsam mit Anna Semenowitsch, die ebenfalls im Film zu sehen ist, sowie dem Duo Tom’n’Jerry den Song Ljubow’’I Mir (Любовь И Мир) aufnahm. Außerdem war er als Synchronsprecher in der russischsprachigen Version der Animationsfilme Arthur und die Minimoys und Könige der Wellen zu hören.

### 2008 bis 2010: Erfolgreiche Zusammenarbeit mit amerikanischen Rappern
2008 kam es zu einem Vorfall während eines Konzerts der kanadischen Sängerin Nelly Furtado in Moskau. So sollte sie ein Duett mit dem russischen Sänger Dima Bilan singen, welches durch die Verspätung ihres Fliegers und eines dadurch fehlenden Soundchecks ausfiel. Stattdessen schlug Timati der Sängerin vor, sie als Rapper zu unterstützen, was Bilans Managerin mithilfe des tschetschenischen Senators Umar Dschabrailow, der ebenfalls vor Ort war, zu verhindern versuchte. Nachdem Timati sich dessen widersetzte, kam es zu Handgreiflichkeiten mit Furtados und Dschabrailows Security, woraufhin Timati des Geländes verwiesen wurde. Um weiteren Konsequenzen zu entgehen, nahm er über eine mehrere Ecken Kontakt mit dem tschetschenischen Machthaber Ramsan Kadyrow auf, mit dem er daraufhin eine enge Freundschaft einging.
Außerdem war Timati 2008 in einer Gesangs-Version des Liedes Moja Moskwa (Moscow Never Sleeps) (Моя Москва (Moscow Never Sleeps)) vom russischen Musiker DJ Smash und der russischen Solistengruppe Fast Food zu hören. Im selben Jahr war er in der Fernsehserie Papas Töchter zu sehen und produzierte das Buch Mawr, das vom russischen Autor Arkadija Prachowa geschrieben wurde. Der Thriller basiert auf dem Schauspiel Othello, der Mohr von Venedig von William Shakespeare und sollte ursprünglich das Drehbuch eines Films mit Timati in der Hauptrolle sein.
2009 veröffentlichte Timati das Studioalbum The Boss, das neben Liedern in russischer Sprache auch eine ganze Reihe von Songs in englischer Sprache enthielt. Mit dabei waren Kollaborationen mit Snoop Dogg, Mario Winans, Xzibit und Busta Rhymes. Diese gingen auf eine Einladung von Timati zu einem Konzert von Sean Combs und Snoop Dogg in Paris im Jahr 2007 zurück. Combs plante zu jener Zeit, sich mit seinem Label Bad Boy Entertainment, auf dem Winans und Busta Rhymes aktiv waren, in Moskau niederzulassen und wollte daher Kontakte in die Szene knüpfen. Der Song Groove On mit Snoop Dogg wurde im September 2009 als Single ausgekoppelt und erreichte in mehreren europäischen Ländern, darunter in Deutschland und Belgien die offiziellen Single-Charts. Die Lieder Forever mit Mario Winans und Love You mit Busta Rhymes und Stukalow Maria Alexandrowna wurden ebenfalls als Singles veröffentlicht.
In den Jahren 2008 und 2009 wurde er bei den MTV Europe Music Awards als bester russischer Act nominiert.

### 2011 bis 2013: Erster kommerzieller Erfolg in Europa
Nachdem sich 2010 der russischsprachige Song Welcome to St. Tropez nach seiner Single-Auskopplung aus dem Album The Boss, in Russland zu einem Erfolg entwickelte, nahm Timati 2011 mit der US-amerikanischen Sängerin Kalenna Harper von Diddy Dirty Money eine englischsprachige Version auf, die auf seinem kommenden Album enthalte sein sollte. Zu jener Zeit stand er im Kontakt zu dem Schweizer DJ und Produzenten DJ Antoine, der 2009 einen Remix zu Groove On beisteuerte und ihn bat, ihm die A cappella der englischen Version zu schicken, um diese in einem Dance-Song aufzubereiten. Timati kam der Bitte nach und überließ ihm die Möglichkeit, das Endresultat auf seinem Album zu präsentieren. DJ Antoine veröffentlichte im November 2010 sein Studioalbum Wow mitsamt seinem Remix zu Welcome to St. Tropez, der daraufhin auf YouTube viral ging und ohne Single-Veröffentlichung in die Schweizer Single-Charts einstieg. DJ Antoine und Timati entschlossen sich daraufhin, den Remix als gemeinsame Single zu veröffentlichen und ließen ihn vom Hamburger Dance-Label Kontor Records lizenzieren. Nach seiner Veröffentlichung im Februar 2011 entwickelte sich der Song zu einem Sommerhit im gesamten deutschsprachigen Raum, stieg unter anderem in die Verkaufscharts von Deutschland, Österreich, der Schweiz und Frankreich ein und erreichte dort teils Top-10-Platzierungen sowie Gold- und Platin-Status. Auf dem 2011 von DJ Antoine veröffentlichten Studioalbum 2011/Welcome To DJ Antoine wirkte Timati an den Liedern Happy Birthday, Amanama (Money) und I’m on You mit. Letzteres stellt ebenfalls eine Remixversion des gleichnamigen Liedes von Timati und Diddy Dirty Money, das im Vorjahr erschien, dar. Die Neuveröffentlichung erreichte in mehreren Ländern die Single-Charts.
Er wurde damit zum bis dato erfolgreichste Pop-Act aus Russland seit der Mädchenband t.A.T.u. und überhaupt erst der zweite russische Act, der die deutschen Top 10 erreichen konnte.
Im Februar 2012 nahm Timati gemeinsam mit der russischen Sängerin Aida Garifullina und dem Song Fantasy am russischen Vorentscheid für den Eurovision Song Contest 2012 in Baku teil. Er belegte den dritten Platz. Für die Sommer-Universiade 2013 in Kasan wurde er zum Botschafter ernannt. Des Weiteren wurde er zum Mitglied des Kuratoriums der Moskauer Internationalen Stiftung mit Unterstützung der UNESCO.
Am 22. Juni 2012 veröffentlichte Timati über Kontor Records sein dritte Studioalbum SWAGG. Das Album enthält unter anderem Lieder mit Matisse & Sadko, Shontelle, Bodybangers, B-Case und PH Electro und konnte in mehreren europäischen Ländern in die Album-Charts einsteigen. Die Lead-Single Not All About the Money, die gemeinsam mit Timbaland, La La Land, Max C und Grooya entstand, erreichte in unter anderem Deutschland, Österreich und der Schweiz die Single-Charts. Die zweite Single-Auskopplung war eine Remix-Version seines 2007 mit Mario Winans aufgenommenen Liedes Forever, die von FlameMakers produziert wurde. Außerdem erschienen die Lieder Match Me mit dem schwedischen Sänger und Rapper J-Son und Sex in the Bathroom mit Craig David als Single.
Anlässlich eines von CJ Stone und Re-Fugee produzierten Remixes, erschien im Frühjahr 2013 über Kontor Records ein Re-Release des Songs Groove On mit dem US-Rapper Snoop Dogg aus dem Jahr 2009.

### 2013 bis 2014: Fokus auf Film und Fernsehen
Am 28. Oktober erschien sein viertes Studioalbum 13. Im Dezember 2013 veröffentlichte Timati gemeinsam mit dem britischen Hip-Hop-Duo S.A.S., dem US-amerikanischen Rapper Cam’ron und dem deutschen Rapper Fler das Lied Foreign Exchange, das bereits 2010 ins Internet leakte. Parallel kam der Film Odnoklassniki.ru: naCLICKay udachu (Одноклассники.ru: НаCLICKай удачу) in die russischen Kinos, in dem Timati und Snoop Dogg jeweils sich selbst in einen Cameo-Auftritt spielen.
Im Jahr 2014 war er im französisch-kanadischer Actionfilm District 13: Brick Mansions als Synchronstimme für den Musiker und Filmemacher RZA zu hören. Von September 2014 bis November 2014 war Timati Mitglied der Jury der ukrainisch-russischen Castingshow Chotschu do Meladse (Хочу до Меладзе). Außerdem veröffentlichte er den Kurzfilm Kapsula (Капсула), bei dem er als Drehbuchautor und Hauptdarsteller mitwirkte. Den Soundtrack zum Film veröffentlichte er mit dem Titel Аудио Капсула. Im Song Boroda (Борода), den er gemeinsam mit MC Doni veröffentlichte und als Anti-Conchita-Wurst-Song bezeichnete, beschreibt er Bärte als unverzichtbares Charaktermerkmal eines Mannes und ruft dazu auf, nicht wie Conchita Wurst zu sein. Des Weiteren erschien das Lied Dewotschka Bomba (Девочка Бомба), das in Zusammenarbeit mit Nathan entstand.

### 2016 bis 2017: Olimp-Tournee
Im April 2016 erschien das Studioalbum Olimp (Олимп), dessen Single-Auskopplung Gde ty, gde ja (Где ты, где я) in Russland Erfolge verbuchen konnte. Im Zuge der Tournee zum Album gab Timati seinen bis dato größten Soloauftritt im Olympiastadion in Moskau. Das Konzert wurde von 15.000 Menschen besucht. 2017 startete er die Pokolenie-(Поколение)-Tournee, während der er ein weiteres Mal im Olympiastadion, diesmal vor über 50.000 Besuchern, auftrat. Da die Tickets nicht ausverkauft waren, sollen Statisten dafür bezahlt worden sein, das Konzert zu besuchen, um so die Zuschauerzahlen in die Höhe zu treiben. Dies wurde in einen Zusammenhang mit einem Auftritt des Rappers Oxxxymiron am Folgetag gesetzt.
Am 17. August 2017 begann das Casting für die Musikshow Pesni (Песни), die Timati gemeinsam mit Maxim Fadejew für den russischen Staatssender TNT produzierte.

### Seit 2019: Rückzug aus Black Star, Studioalbum Transit
Nachdem sich Timati 2019 aus dem Mittelpunkt von Black Star zurückgezogen hatte, verließ er die Unternehmensholding 2020, um sich laut eigener Aussage wieder stärker der Musik zu widmen. Im selben Jahr veröffentlichte er das Studioalbum Transit (Транзит). Für das Musikvideo zum darauf enthaltenen Lied Skandal (Скандал) wurden Timati, ХahЗa und Oweek bei den Berlin Music Video Awards 2021 in der Kategorie Beste Visuelle Effekte nominiert. Verantwortlich für die Effekte war die VFX-Produktionsfirma HoodyFX aus Kalifornien.

## Politisches Engagement

### Nähe zu Wladimir Putin

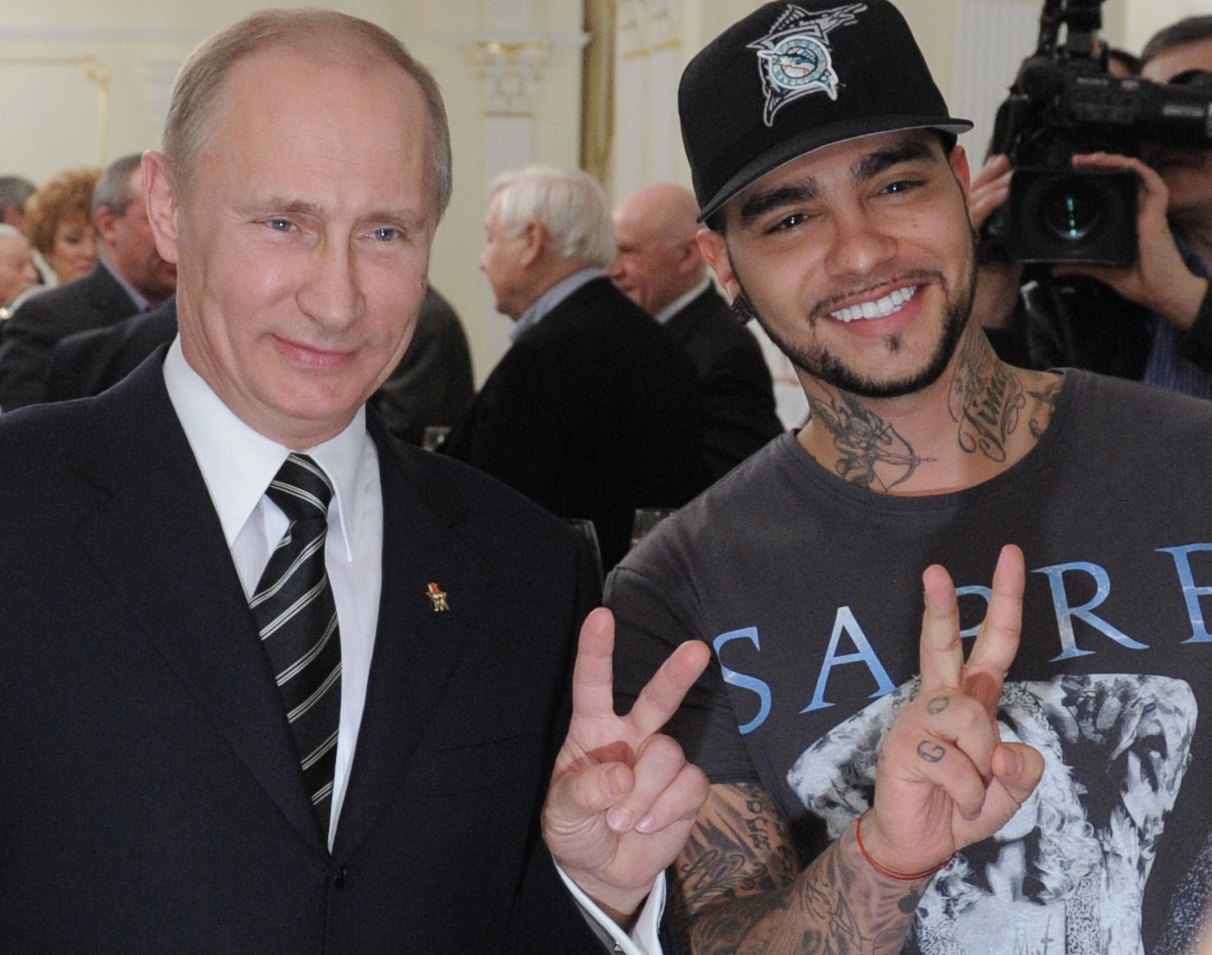
Timati mit Wladimir Putin nach der Präsidentschaftswahl in Russland 2012

Entgegen seiner späteren Loyalität gegenüber dem russischen Präsidenten Wladimir Putin, kritisierte Timati 2006 in seinem Song Woprosy (Вопросы, Fragen) die soziale Ungerechtigkeit, Korruption, Justizwillkür, Inflation, den Mangel an Pressefreiheit und den Zweiten Tschetschenienkrieg. Außerdem bezweifelte er die Rechtmäßigkeit der Verhaftung Michail Chodorkowskis, den er seit 2016 als Staatsfeind bezeichnet. Am Ende des Liedes adressierte er konkret den Präsidenten Russlands, und ruft zum Schreiben von Briefen auf. 2007 erklärte Timati in einem Interview mit Ekho Moskvy, dass ihm der „Mangel an Opposition nicht“ gefalle. Im Land hätte „sich ein totalitäres Regime entwickelt“.
Während seiner Freundschaft mit Ramsan Kadyrow trat Timati vermehrt mit politischen Statements in Erscheinung. Im Jahr 2011 veröffentlichten Timati und DJ Smash den Song Fokusy (Фокусы), in dessen Video ein Double von Wladimir Putin inszeniert wird. Er bezeichnete das Video als eine „Hommage“ an Putin. Er hätte großen Respekt vor ihm und lobte ihn für sein „Tun für das Land“ sein „Charisma“, seinen „Witz“ und seine „Fähigkeit, taktvoll und beharrlich seinen Charakter zu zeigen“. Die BBC berichtete, dass es parallel erstmals zu Gesprächen mit einem Kremlnahen hohen Beamten der Verwaltung kam.
Während des Wahlkampfes für die Präsidentschaftswahl 2012 unterstützte Timati Wladimir Putin und wurde im Anschluss an Putins Sieg mit weiteren Unterstützern wie dem Schauspieler Michail Galustian und dem Musiker Wladimir Spiwakow in Putins Amtssitz Nowo-Ogarjowo und zur Vereidigung in den Kreml eingeladen.
2014 traf Timati Putin und Dmitri Medwedew, der zu jener Zeit Premierminister war, beim Großen Preis von Russland in Sotschi. Er teilte auf seinen sozialen Netzwerk-Profilen ein Foto des Treffens. Wenige Monate später veranstaltete Timati gemeinsam mit einer Reihe von Musikern, darunter Grigori Leps, Ani Lorak und Teilnehmer der Fernsehsendung The Voice im Rahmen des Rosa-Chutor-Weihnachtsfests ein Rennen auf dem Sochi Autodrom.
Im Jahr 2015 veröffentlichte Timati gemeinsam mit dem Black Star-Musiker Sasha Chest zu Putins 63. Geburtstag den Song Lutschschij drug (Лучший друг), in dessen Refrain sie „Mein bester Freund ist Präsident Putin“ singen. Für den Dreh des Musikvideos wurde der Rote Platz für mehrere Stunden geschlossen und Jetski-Stunts auf der Moskwa inszeniert.
2017 bezeichnete Timati Putin in einem Interview mit GQ als „starken Mann“ und erklärte, dass „wenn fünf Minuten lang mit dem Präsidenten reden“ dürfe, es bedeute, „dass man in seinem Leben viel erreicht“ habe. Im Dezember 2017 teilte er auf seinen sozialen Netzwerkprofilen ein Bild von ihm und Putin, in dessen Bildbeschreibung er unter anderem schrieb, dass „der gestrige Tag mit einem der schönsten Treffen des ausgehenden Jahres“ endete.
Während der Wahlkampagne zur russischen Präsidentschaftswahl 2018 war Timati erneut Putins offizieller Unterstützer, traf ihn im Rahmen des Wahlkampfes und wurde zur Amtseinführungen eingeladen. Auf einer Pressekonferenz bezeichnete Putin Timati als „Vertrauten“, „talentierten Kerl“ und „wunderbarer Mensch und Künstler.“ Timati steht seit 2018 auf der Liste der Vertrauten Putins.

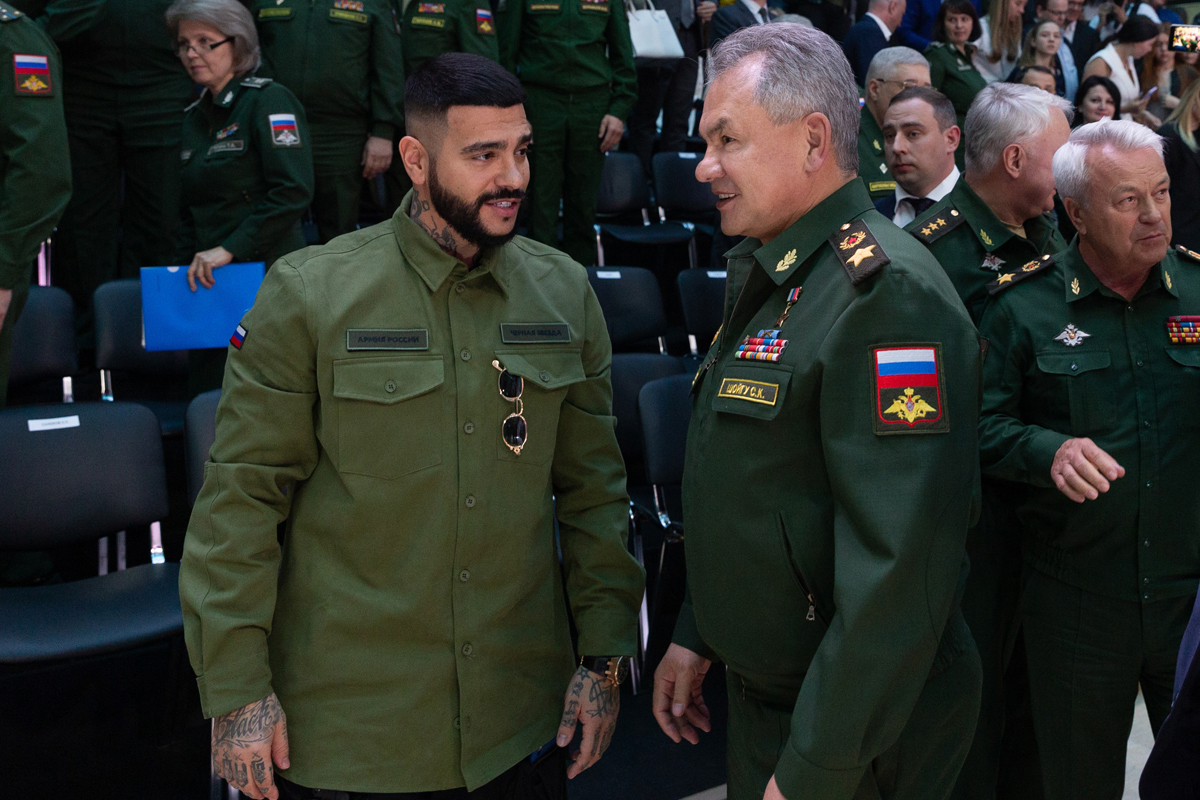
Timati und Verteidigungsminister Sergei Shoigu 2019

Timati trat bei der Großkundgebung am 18. März 2022 in Moskau auf, bei der Putin die russische Annexion der Krim feierte und den russischen Überfall auf die Ukraine verteidigte. Die ukrainische Sängerin Olha Poljakowa erzählte in einem Interview mit dem ukrainischen Journalisten Dmitrij Gordon, dass Timati und Ramsan Kadyrow nach der Invasion sie und andere russische und ukrainische Musiker einschüchterten und bedrohten. Ende September 2022 bestätigte er, dass er sich nicht mehr in Russland aufhalte, nachdem sich in den sozialen Netzwerken ein Bild verbreitete, dass ihn nach der Mobilmachung in Russland 2022 an der Grenze nach Georgien zeigt. Außerdem teilte er Bilder aus Usbekistan. Kritik erntete er in dem Zuge vor allem, da er sich zuvor stets als „Patrioten“ in Szene setzte und über den fehlenden Patriotismus Geflüchteter und den-Krieg-Verurteilender spottete.
2024 unterstützte er Putin im Wahlkampf um die Präsidentschaftswahl, bei der kein aussichtsreicher Oppositionskandidat zugelassen wurde.
Für den Tod des Oppositionspolitikers Alexei Nawalny machte er „den Westen“ verantwortlich und behauptete Putin hätte kein Motiv gehabt. Für diese These lieferte er keine Begründung oder Beweise. Zugleich sahen zahlreiche nationale und internationale Politiker, Botschafter, Journalisten sowie Aktivisten den Kreml in der Verantwortung.

### Veröffentlichung des Liedes Moskwa
Im September 2019 veröffentlichte Timati das Lied Moskwa (Москва). In diesem lobte er die Stadt Moskau als „eine Stadt, wo keine Schwulenparaden stattfinden“, nennt Putin seinen „besten Freund“ und verunglimpfte Demonstranten und die russische Oppositionsbewegung. Dabei bezog er sich auf die Proteste in Moskau 2019, die durch die Unterdrückung der Opposition bei den Kommunalwahlen zur Moskauer Stadtduma ausgelöst wurden und bei denen es zu Polizeigewalt kam. Zugleich lobte er Sergei Sobjanin, den Bürgermeister von Moskau, den Kreml und Wladimir Putin. Innerhalb weniger Tage erhielt er bei YouTube 1,48 Millionen Dislikes, woraufhin er den Song offline nahm. Der Gastrapper Guf distanzierte sich im Nachhinein von dem Song.

### Ablehnung der LGBT-Community
Im Dezember 2012 kritisierte Timati die US-amerikanischen Sängerin Lady Gaga nach einem Konzert in Moskau, bei dem sie sich gegen Homophobie und Rassismus aussprach und die Justiz spöttisch dazu aufforderte sie für „Gay Propaganda“ zu verhaften. Zuvor wurde der Sängerin eine Geld- oder Haftstrafe angedroht. Er bezeichnete das Konzert als „Enttäuschung des Jahres“ und behauptete, dass er sich auf Grund der angeblichen „Propaganda für Lesbianität und Päderastie“ fast übergeben musste. Er hob hervor, dass Moskau nicht Amsterdam sei.
Im 2014 veröffentlichten Song Ponty (Понты) lobte Timati Putins entschlossenes Vorgehen gegen die LGBT-Community. So rappte er, dass Schwule in Russland „bescheidener“ sein müssten, „verurteilt werden“ sollten und er froh sei, dass Putin „ein Verbot der LGBT-Pride Parade eingeführt“ habe. Für viele aus Timatis Bekanntenkreis kamen die Äußerungen überraschend. Sein damaliger Regisseur, Konstantin Cherepkov erklärte, dass er „bevor er aktiv in die Politik ging“, so etwas „nie gesagt“ habe.
Den Sieg der Travestiekünstlerin Conchita Wurst beim Eurovision Song Contest 2014 bezeichnete Timati als Ergebnis der „Geisteskrankheit der heutigen Gesellschaft“.
Im März 2022 sprach sich Timati gegen das Vorhaben Disneys aus, den LGBT-Anteil in seinen Animationsfilmen zu erhöhen, aus. Seine Kinder dürften die neuen Filme nicht mehr ansehen. Er lobte indirekt, dass Netflix seine LGBT-Inhalte in Russland erst „ab 18 Jahren“ freischaltet.

### Sanktionen
Im Mai 2022 wurde Timati die Einreise nach Lettland verboten, da er „die russische Invasion in der Ukraine unterstützte und die russische Aggression rechtfertigte.“ Am 19. Oktober 2022 wurde er als Person, „die öffentlich zum Angriffskrieg aufruft sowie die bewaffnete Aggression der Russischen Föderation gegen die Ukraine und die vorübergehende Besetzung des Territoriums der Ukraine rechtfertigen und als legitim anerkennt“ in die Sanktionslisten der Ukraine aufgenommen. Am 20. Juli 2023 wurde er in die Sanktionsliste Kanadas aufgenommen, da er als Person geführt wird, „die ihre Kunst nutzen, um Russlands Invasion in der Ukraine zu unterstützen.“

## Unternehmerische Tätigkeit

### Black Star

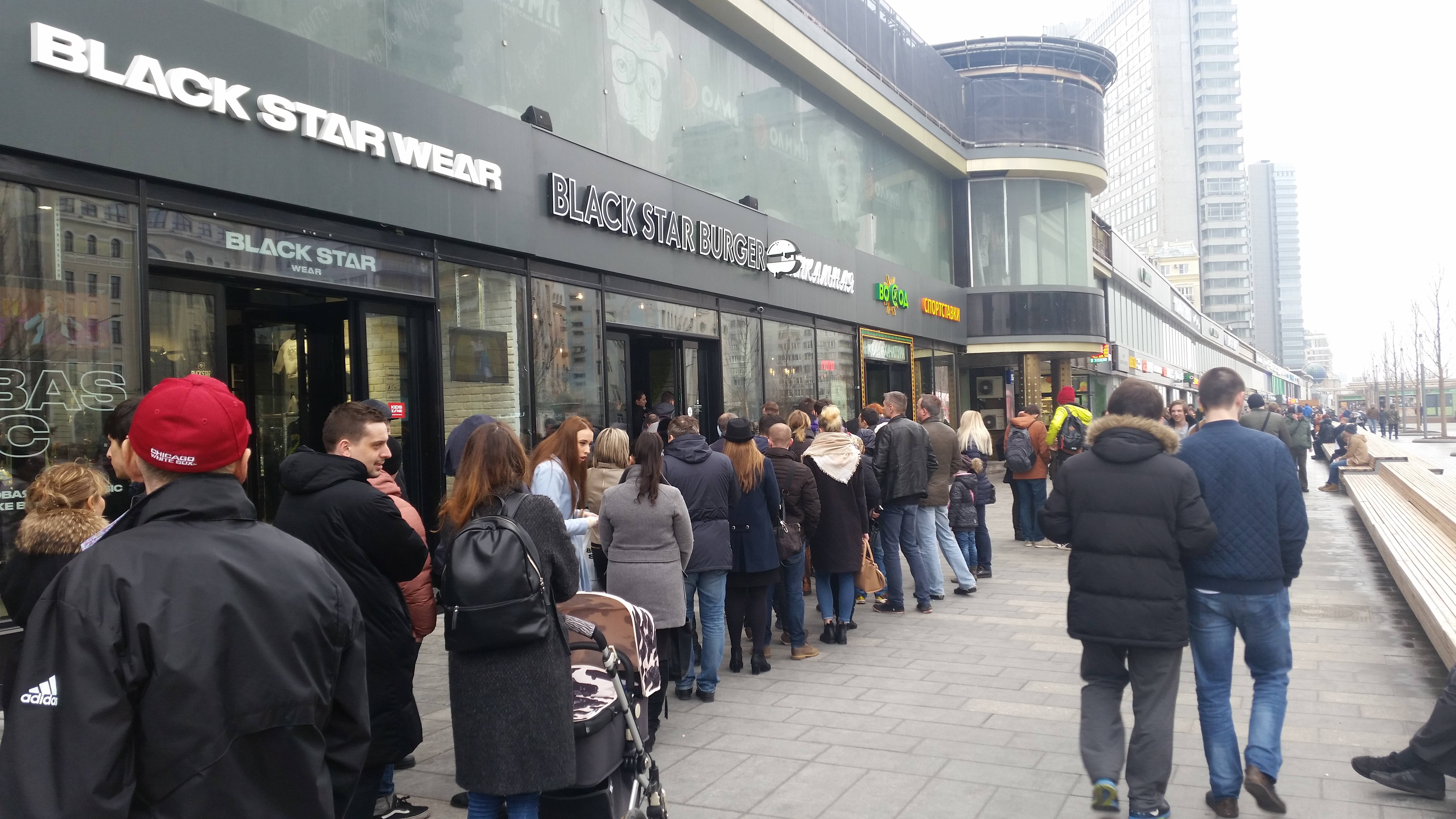
Die Filialen von Black Star Wear und Black Star Burger in Moskau

2006 gründete Timati gemeinsam mit seinen Freunden Pascha und Walter Lerousse Black Star Inc. als Musiklabel, das später zu einer Holding diverser Unternehmen wurde. Nachdem Timati und Paschas B-Club 2006 auf Grund gestiegener Miet- und Honorarkosten schließen musste, eröffnete Timati 2006 gemeinsam mit Arkady Nowikow und Alexander Sorkin im Gebäude des modernen Kinozentrums October die Black October DJ Bar. 2007 veranstaltete Black Star zusammen mit АРС Records und IlyaKireev Company das Festival Vерсия 0.1. 2009 veröffentlichte Timati über Black Star sein Musikalbum The Boss.
2010 wurde mit Black Star Wear eine Bekleidungslinie auf den Markt gebracht.
Im Jahr 2012 wurde Evgeny Zubitsky, Miteigentümer der Unternehmensgruppe Koks, Miteigentümer von Black Star. 2013 erschien die Single Tusa, die mehrere Musiker des Labels gemeinsam aufnahmen und als Black Star Mafia veröffentlichten. Unter diesem Namen trat das Kollektiv in den Folgejahren in Russland, Europa und den USA auf. Häufig kam es zu Konzerten von Black Star-Künstlern auf der ukrainischen Halbinsel Krim. Vielen von ihnen, darunter auch Timati und Pascha ist daher die Einreise in die Ukraine verboten.
2016 eröffneten sie am Novy Arbat das erste Black-Star-Burger-Restaurant in Moskau. Es folgten eine Werbeagentur, eine Autowaschanlage, Karting, ein Gaming-Club, ein Fitnessstudio, ein Barbier, ein Tattoo-Studio und ein mittlerweile aufgelöster Fußballverein. Parallel eröffnete er mit Arkady Novikov und Alexander Sorkin den Club Black Club und das Restaurant Black October. Laut Pascha soll Black Star Inc. mit all seinen Unternehmen 2018 einen Umsatz von etwa 2 Milliarden Rubel gemacht haben, wovon 900 Millionen aus dem Musikgeschäft und 500 Millionen aus den Burger-Restaurants stammen.
2019 zog sich Timati vermehrt aus den Geschäften der Black-Star-Gruppe zurück. Kuryanov gab bekannt, dass er zu diesem Zeitpunkt „von seiner Verantwortung für alle Geschäfte entbunden wurde. 2020 verließ Timati Black Star, um sich wieder vollends der Musik zu widmen.“

#### Streit um die Rechte an der Musik
Nach dem Ende seines Vertrages im Jahr 2015 ließ GeeGun auf Initiative von Timati alle seine Videos auf YouTube sperren. Kristina Si, verließ das Label 2018 und verlor zunächst die Rechte an ihrem Namen und ihren Songs. Sie klagte dagegen, zog diese aber nach einer außergerichtlichen Einigung zurück. 2019 verließen mit Egor Kreed und L’One zwei weitere Aushängeschilder das Label. Beide verloren zunächst die Rechte an Namen und Musik. Kreed gelang es, eine Einigung zu erzielen, L’One hingegen klage mehrfach vergeblich vor Gericht und konnte sich erst 2021 mit dem Label einigen. L’One beschwerte sich vor Gericht, dass 70 % der Künstlerhonorare vom Label einbehalten wurden und er von seinem Anteil die Aufnahme von Alben, Videodrehs und Tourneen decken musste. Andere Künstler kritisierten, dass Black Star für das Drehbuch eines Musikvideos, das über 200 Millionen Aufrufe erzielte 30.000 Rubel gezahlt hätte. In einer Stellungnahme erklärte ein Kollege Timatis, dass es „die Politik von Black Star“ sei, „wenig zu bezahlen, denn die Hauptsache“ sei es, „mit dem Label in Verbindung gebracht zu werden.“ Sie gäben einen „eine Eintrittskarte in ein anderes Leben.“
Mit dem Weggang von Black Star wandten sich die Musiker auch von der Loyalität von Timati und dem Label gegenüber des Kremls ab. L’One spendete an das Oppositionsmagazins New Times, um die Pressefreiheit zu unterstützen, während Egor Kreed in neueren Songs Regierungskritische Aussagen traf.

#### AliExpress Skandal
2019 wurde Black Star Wear vorgeworfen, dass die im Shop angebotenen Produkte vom chinesischen Online-Marktplatz AliExpress stammten. Nutzer wiesen auf nahezu identische kabellose Ohrhörer, die von Black Star Wear als „einzigartig“ beschrieben wurden, hin. Gleiches geschah mit Teilen der Kollektion, die in Zusammenarbeit mit der russischen Armee entstand. Timati produzierte mehrere Werbevideos für AliExpress, in denen er den Marktplatz für seine Liefergeschwindigkeit und seine guten Angebote lobte.

#### Plagiats-Vorwürfe und Rechtsfragen
Black Star wurde sowohl bei der Musikproduktion, als auch beim Design der Bekleidung, Innenräume und Musikvideos immer wieder die Anfertigung von Plagiaten vorgeworfen. Drei der auf Timatis 2009 veröffentlichtem Studioalbum The Boss enthaltenen Lieder sollen Kopien von englischsprachigen Songs sein. Welcome to St. Tropez wurde mit American Boy von Estelle und Kanye West, Naedine (Наедине) mit Welcome to Heartbreak von Kanye West und Wsjo Kontschaetsja (Всё Кончается) mit Sooner or Later von N.E.R.D. Für die 2013 erschienene Single Tusa (Туса) soll die Komposition des Liedes Clique Big Sean, Kanye-West und Jay-Z nahezu eins zu eins übernommen worden sein. Im selben Jahr sollen sich Timati und Kristina Si bei ihrem Lied Posmotri (Посмотри) an der Komposition und am Text des Kanye-West-Remix des Welthits Diamonds von Rihanna bedient haben. 2014 wurde Timati nach Veröffentlichung des Songs Prokatis’ so mnoj (Прокатись со мной) vorgeworfen, für Musik und Video zwei unterschiedliche Werke kopiert zu haben. Das Lied basiere auf Hold On, We’re Going Home von Drake und das Musikvideo auf dem von Sensual Seduction von Snoop Dogg. Im selben Jahr wurde Timatis Lied Ponty (Понты) als eine Kombination der Songs I Get Money von 50 Cent Dirt Off Your Shoulder von Jay-Z und One von der Swedish House Mafia bezeichnet. 2016 wurde Kristina Si und Scrooge vorgeworfen, für ihr Musikvideo zu Sekret (Секрет), das Video zu I Love The Way You Lie von Eminem und Rihanna kopiert zu haben. Im selben Jahr wurden diverse Musikvideos auf Grund von Urheberrechtsverletzung von YouTube gesperrt. Das Musiklabel spricht von insgesamt 12 Sperrungen. Darunter war auch das Video zur Single W schtschepki (В щепки) der Black Star Mafia, dessen Instrumental unerlaubt vom Song Hands Up! von Oiki verwendet worden sei. Ein Plagiatsvorwurf gegen Egor Kreed und seinem Song Papina dotschka (Папина дочка), der vom Produzenten Alexej Wdowtschenko angezeigt wurde, hatte vor Gericht keinen Bestand.
Viele Kleidungsstücke der Marke Black Star Wear wurden mit denen der britischen Marke Kokon To Zai, die insbesondere von Kanye West, Nicki Minaj, Wiz Khalifa und ASAP Rocky getragen wird verglichen.
2014 veröffentlichte Timatis den Kurzfilm Capsule, der mit dem Kurzfilm Clapping For The Wrong Reason von Childish Gambinos verglichen wurde.
2018 warf der russische Maler und Kalligraph Pokras Lampas Black Star und Timati vor, seine Arbeit ohne Erlaubnis für das Design von Black Star Car Wash verwendet zu haben. Timati nahm dazu keine Stellung. Zuvor arbeiteten sie für das Musikvideo zum Song (Pokolenie) Поколение von Timati und Guf zusammen.

### Gastronomie

#### Übernahme der Starbucks- und Domino’s-Filialen

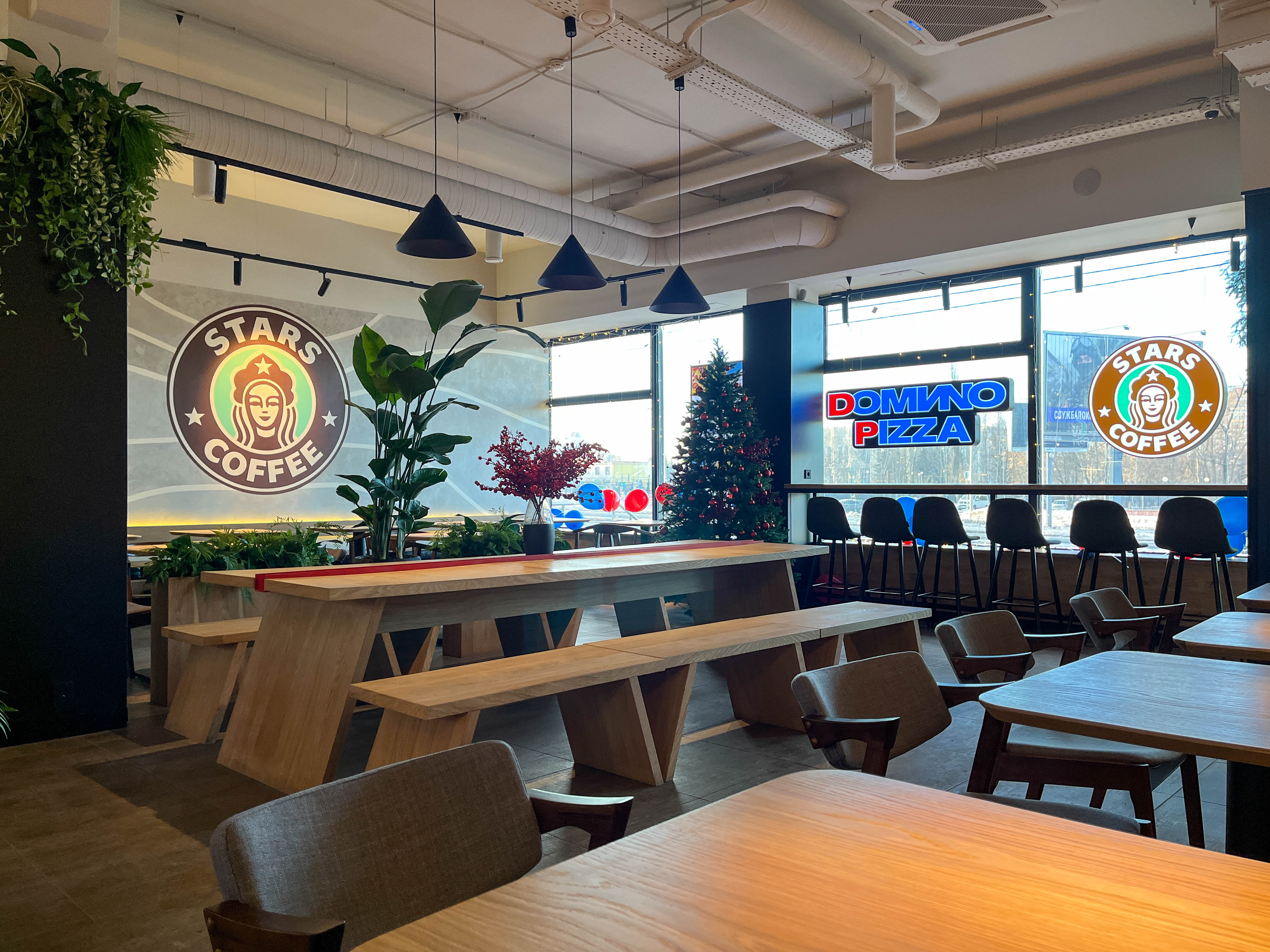
Eine Domиno-Stars-Coffee-Filiale.

Im Jahr 2022 übernahm Timati gemeinsam mit dem Gastronomen Anton Pinskij die Mietverträge der zuletzt rund 130 Starbucks-Filialen in Russland, da sich Starbucks wegen des Überfalls auf die Ukraine komplett aus Russland zurückzog. Sämtliche Filialen werden als Stars Coffee weiter betrieben.
Im August 2023 übernahmen Timati und Pinskij außerdem die 120 verbliebenen Filialen der Pizzakette Domino’s und führten diese unter dem Namen Domиno weiter.

#### Weitere Restaurants
Gemeinsam mit seinem Bruder Artem eröffnete Timati 2020 in Moskau das Fastfood-Restaurant Chicken Mafia. Zur Eröffnungsfeier erschien eine ganze Reihe an Musikern, darunter Filipp Kirkorow, GeeGun und Grigory Leps.
2022 eröffneten Timati und Pinskij in Moskau und St. Petersburg je ein panasiatisches Restaurant mit dem Namen Redbox.
Im April 2023 kündigten Timati, Anton Pinsky und Yegor Kreed an, am Novy Arbat ein Restaurant mit italienischer Küche namens Gucci Cafe zu eröffnen. Die italienische Luxusmarke Gucci distanzierte sich von dem Vorhaben und drohte mit rechtlichen Schritten. Das Restaurant wurde schlussendlich unter rückwärts geschriebenem Namen Efac Iccug eröffnet, bevor es wenige Monate später wieder schloss.

### Investment
2020 gründete Timati die Unternehmen Raketa und Raketa Invest, um in Start-ups zu investieren. Auf diesem Wege hielt er für eine Million US-Dollar 25 % der Anteile an der mobilen App StreamSale, die eine Schnittstelle zwischen Streamern, Marken und Endkunden darstellen sollte. 2021 stellte die App ihren Service ein.

## Privatleben
Bis 2007 war Timati mit der Sängerin Alexandra Tschwikowa liiert. Sie war wie Timati 2004 Teil der Casting-Show Fabriki swesd 4. Das Paar trennte sich 2007. Von 2012 bis 2015 war Timati in einer Beziehung mit dem russischen Model Alena Schischkowa, die 2012 zur Vize-Miss-Russia gekrönt wurde. Eine gemeinsame Tochter Alisa wurde 2014 geboren. Von 2015 bis 2020 war Timati mit dem russischen Model Anastasia Reschetowa, die 2014 zur Vize-Miss-Russia gekrönt wurde, zusammen. 2019 bekam das Paar einen Sohn namens Ratmir. Durch seine Teilnahme an der achten Staffel der russischen Ausgabe von Der Bachelor, lernte er 2021 das Model Ekaterina Safarowa kennen, mit dem er bis 2022 in einer Beziehung war. Seit 2022 ist er mit dem russischen Model Walentina Iwanowa liiert.
Aufgrund der Tatsache, dass über 60 % seine Körpers mit Tätowierungen bedeckt sind, wurde er vom Militärregistrierungs- und Einberufungsamt als geistig untauglich befunden und musste keinen Wehrdienst leisten.
Im Mai 2012 verletzte sich Timati während eines Musikvideodrehs schwer an der Wirbelsäule. Durch eine Operation und einen zweiwöchigen Aufenthalt in einer Klinik in Moskau musste er mehrere Konzerttermine absagen.

### Freundschaft mit Ramsan Kadyrow
Nach Timatis Platzverweis vom Nelly-Furtado-Konzert in Moskau 2008, nahm Timati über mehrere Ecken Kontakt mit dem tschetschenischen Machthaber Ramsan Kadyrow, dem Menschenrechtsverletzungen wie der Tötungen und der Folter von Aktivisten, Kritikern und Homosexuellen sowie durch Korruption nachgewiesen wurden, auf, um weiteren Konsequenzen zu entgehen. Sie trafen sich im President Hotel und entwickelten eine Freundschaft. Timatis langjährige Freundin Ksenia Sobchak erklärte, dass Kadyrow zu jener Zeit Kontakte in die Medienbranche suchte, weshalb er auch die US-amerikanische Schauspielerin Hilary Swank zu seinem Geburtstag einlud.
Timati und Kadyrow gratulieren sich zu ihren Geburtstagen, bezeichnen sich als Freunde und Brüder und teilen regelmäßig gemeinsame Fotos. Im November 2014 unterzeichnete Kadyrow ein Dekret, das dem berühmten russischen Rapper Timati den Titel „Ehrenvoller Künstler der Republik Tschetschenien“ verleiht. 2017 eröffnete Timati in der tschetschenischen Hauptstadt Grosny ein Black Star Burger-Restaurant, zu dessen Eröffnung er gemeinsam mit Kadyrow Burger briet. Im Jahr 2017 teilte Timati einen Instagram-Beitrag, in dem er in Kadyrows Privatjet posierte. Er löschte den Beitrag, nachdem eine Aktivistin von Alexei Nawalnys Antikorruptionsorganisation auf den Beitrag aufmerksam machte.
Im September 2018 teilte Timati ein Video auf seinem Instagram-Profil, in dem Kadyrow zu sehen war, wie er zu einer Versöhnung zwischen den Bewohnern der Republiken Dagestan und Tschetschenien aufrief. Vorausgegangen war ein Konzert des Black-Star-Künstlers Egor Kreed, das nach Drohungen von den Anwohnern der Republik Dagestan abgesagt wurde. Hieraus entwickelte sich ein verbaler Konflikt zwischen Timati und dem dagestanischen Mixed-Martial-Arts-Kämpfer Chabib Nurmagomedow.

## Rechtsfragen
2005 beschuldigte der ukrainische Musiker Sergej Burtsew, der gemeinsam mit seinem Partner Pawel Dikan des Musikprojekt Sinie tschasy (Синие часы) bildete und gegen die Unterdrückung von Homosexualität in Russland protestierte, Timati der sexuellen Belästigung. Außerdem behauptete er, seine Beziehungen zu Frauen, seinen lediglich Zweckbeziehungen. Seinerzeit gab es keine bedeutsame Reaktion auf die Vorwürfe. Erst 2012 erhielt der Fall wieder Aufmerksamkeit, nachdem Timati dem russischen Musiker Filipp Kirkorow Homosexualität nachsagte. Burtsew verarbeitete seine Erfahrung daraufhin in dem Lied Obmanschtschik Timan (Обманщик Тиман), das zu Deutsch etwa Betrüger Timan bedeutet.
In der Nacht des 21. Juni 2018 veranstaltete Timati anlässlich der Eröffnung eines Black-Star-Schönheitssalons in Moskau gemeinsam mit Egor Kreed eine nicht genehmigte Großveranstaltung. Sie gaben im Rahmen der Veranstaltung ein spontanes Konzert auf der Straße vor dem Salon, was zu einem Verkehrschaos führte. Am Folgetag wurde Anzeige erstattet. Am 1. August 2018 befand das Bezirksgericht Twerskoi Timati und Egor Kreed für schuldig und verurteilten sie mit je einer Geldstrafe von 20.000 Rubel.
Im März 2019 wurde Timati zu einer Geldstrafe von 30.000 Rubel verurteilt, da er einen Ex-Beamten in einem Instagram-Post beleidigte, nachdem dieser Timatis gut befreundeten Musiker DJ Smash während einer Barschlägerei schwer verletzte.

## Diskografie

### Studioalben
| Jahr | Titel Musiklabel     | Höchstplatzierung, Gesamtwochen, AuszeichnungChartplatzierungen (Jahr, Titel, Musiklabel, Platzierungen, Wochen, Auszeichnungen, Anmerkungen) | Höchstplatzierung, Gesamtwochen, AuszeichnungChartplatzierungen (Jahr, Titel, Musiklabel, Platzierungen, Wochen, Auszeichnungen, Anmerkungen) | Höchstplatzierung, Gesamtwochen, AuszeichnungChartplatzierungen (Jahr, Titel, Musiklabel, Platzierungen, Wochen, Auszeichnungen, Anmerkungen) | Anmerkungen                         |
| Jahr | Titel Musiklabel     | DE | AT | CH | Anmerkungen                         |
| ---- | -------------------- | --- | --- | --- | ----------------------------------- |
| 2012 | SWAGG Kontor Records | DE31 (3 Wo.)DE | AT60 (1 Wo.)AT | CH17 (7 Wo.)CH | Erstveröffentlichung: 22. Juni 2012 |

Weitere Studioalben
- 2006: Black Star
- 2009: The Boss
- 2013: 13
- 2014: Reload
- 2016: Olimp (Олимп)
- 2020: Transit (Транзит)

### Kollaboalben
- 2004: Nowye ljudi (Новые люди, mit Banda)
- 2006: The Album (mit VIP77)
- 2019: Neisdannoe (Неизданное, mit Black Star)

### Kompilationen
- 2009: The Best
- 2013: Wsjo budet (Всё будет)

### EPs
- 2014: Audio kapsula (Аудио капсула)
- 2021: Schipy i Rosy (Шипы и Розы)

### Singles
| Jahr | Titel Album                                              | Höchstplatzierung, Gesamtwochen, AuszeichnungChartplatzierungen (Jahr, Titel, Album, Platzierungen, Wochen, Auszeichnungen, Anmerkungen) | Höchstplatzierung, Gesamtwochen, AuszeichnungChartplatzierungen (Jahr, Titel, Album, Platzierungen, Wochen, Auszeichnungen, Anmerkungen) | Höchstplatzierung, Gesamtwochen, AuszeichnungChartplatzierungen (Jahr, Titel, Album, Platzierungen, Wochen, Auszeichnungen, Anmerkungen) | Anmerkungen                                                                                      |
| Jahr | Titel Album                                              | DE | AT | CH | Anmerkungen                                                                                      |
| ---- | -------------------------------------------------------- | --- | --- | --- | ------------------------------------------------------------------------------------------------ |
| 2009 | Groove On The Boss / SWAGG                               | DE62 (4 Wo.)DE | — | — | Erstveröffentlichung: 18. Dezember 2009 feat. Snoop Dogg, Remix feat. Snoop Dogg & Big Ali       |
| 2009 | Welcome to Saint-Tropez The Boss / SWAGG                 | — | — | CH45* (3 Wo.)CH | Erstveröffentlichung: 23. Januar 2009 feat. Blue Marine *Englische Version: feat. Kalenna Harper |
| 2011 | Welcome to St. Tropez WOW / 2011 / Welcome to DJ Antoine | DE3 ×2Doppelplatin · (56 Wo.)DE | AT4 Gold · (48 Wo.)AT | CH2 ×3Dreifachplatin · (56 Wo.)CH | Erstveröffentlichung: 21. März 2011 Verkäufe: + 555.000 vs. DJ Antoine feat. Kalenna             |
| 2012 | I’m on You SWAGG / Welcome to DJ Antoine                 | DE50 (10 Wo.)DE | — | CH67 (2 Wo.)CH | Erstveröffentlichung: 21. Februar 2012 feat. P. Diddy, DJ Antoine & Dirty Money                  |
| 2012 | Not All About the Money SWAGG                            | DE29 (14 Wo.)DE | AT32 (4 Wo.)AT | CH7 (9 Wo.)CH | Erstveröffentlichung: 15. Juni 2012 feat. La La Land, Timbaland, Grooya & Max C                  |

Weitere Singles
| - 2006: Kogda ty rjadom (Когда ты рядом, feat. Aleksy) - 2006: V Klube (В клубе, feat. DJ Dlee) - 2007: Karmen (Кармен, feat. Loly) - 2007: Schara (Жара, feat. Nasty & Fedora Bondartschuka) - 2007: Doshdis’ (Дождись, feat. Uma2rmaH) - 2007: Moj brat (Мой брат, feat. Доминика Джокера) - 2007: Moj put’ (Мой путь, feat. Ratmir) - 2007: Potanzuj (Потанцуй, feat. Ксении Собчак) - 2007: V Klube (tschast’ 2) (В клубе (часть 2), feat. MC Walter & Music Hayk) - 2007: Dirty Bitches (feat. Bogdana Titomira, Dshigana & Music Hayk) - 2007: Ne schodi s uma (Не сходи с ума) - 2008: Get Money (feat. Nox) - 2008: Put U Take It (Smack That Shit) (feat. Fat Joe, Nox, Scott Storch & Raul) - 2008: Snowa w klube (Kiew, Odessa, Moskwa) (Снова в клубе (Киев, Одесса, Москва), feat. GeeGun) - 2008: Forever (feat. Mario Winans) - 2008: Wetschno (Вечно, feat. Mario Winans, russische Version von Forever) - 2009: Odnoklassniza (feat. Dshigana) - 2009: Forever (Acoustic Version) (feat. B.K.) - 2009: Nocturne (Boss Life) (feat. Music Hayk) - 2009: Love You (feat. Busta Rhymes & Mariya) - 2010: Wremja (Время, feat. B.K.) - 2010: Skol’ko stoit ljubow’ (Сколько стоит любовь) - 2010: Ja budu shdat (Я буду ждать) - 2010: I’m on You (feat. P. Diddy & Dirty Money) - 2011: Money in the Bank (feat. Eve) - 2011: Na kraju semli (На краю земли) - 2011: Rekwiem po ljubwi (Реквием по любви feat. Grigori Leps) - 2012: Fantasy (feat. Aida) - 2012: Rock Star - 2012: Dawajdoswidanija (Давайдосвидания, feat. L’One, ST, Nel, Jenee, 5Pljuch, Mischi Krupina) - 2012: Welcome to St. Tropez 2012 (vs. DJ Antoine feat. Kalenna & Lethal Bizzle) - 2012: Tattoo (feat. L’One, Wartschuna, Kreka, Karandascha, Dshigana) - 2012: London (Лондон, feat. Grigori Leps) - 2012: Sex in the Bathroom (feat. Craig David) - 2012: 8 Days a Week (mit Jean-Roch) - 2013: Tschto widisch’ ty (Что видишь ты) - 2013: Groove On (feat. Snoop Dogg, Neuveröffentlichung inkl. CJ Stone & Re-Fuge Remix) - 2013: I Don’t Mind (feat. Flo Rida) - 2013: Posmotri (Посмотри feat. Kristina Si) - 2013: Wremja ne shdjot (Время не ждёт feat. Pawla Muraschowa) - 2013: Wertoljot (Вертолёт) - 2013: GQ (feat. L’One & Sergeja Masaewa) - 2013: Magical (feat. Snoop Dogg) | - 2014: Krasiwaja shisn’ (Красивая жизнь feat. L’One) - 2014: Sero (Зеро) - 2014: Prokatis’ so mnoj (Прокатись со мной feat. Timur Skaska) - 2015: GTO (ГТО feat. L’One) - 2015: Baklashan (Баклажан feat. Rekord orkestor) - 2015: Kljutschi ot raja (Ключи от рая) - 2016: Maga (Мага) - 2016: London (mit DJ Antoine feat. Grigori Leps) - 2016: Sapretnyj plod (Запретный плод, feat. Cvpellv) - 2016: Gde ty gde ja (Где ты где я, feat. Egor Kreed) - 2016: Daj mne ujti (Дай мне уйти feat. Grigori Leps) - 2016: Rep (Рэп, feat. DJ Daveed & DJ Philchansky) - 2017: Poslednjaja wesna (Последняя весна, feat. Filipp Kirkorow) - 2017: Pokolenie (Поколение, feat. GUF) - 2017: Doroga w aeroport (Дорога в аэропорт, feat. Sweta) - 2018: Chu#waja pesnja (Ху#вая песня) - 2018: Gutschi (Гучи, feat. Egor Kreed) - 2018: 2000 (feat. Nazimy) - 2018: Raketa (Ракета, feat. Egora Kreed & Mota & Terry & Skrudshi & Nazimy) - 2018: 35 - 2018: AMG (АМГ, feat. L’One) - 2019: Pomnisch’ (Помнишь) - 2019: Prokurorskaja dotsch’ (Прокурорская дочь, feat. Natan’a) - 2019: Nel’sja (Нельзя, feat. Nazimy) - 2019: Moi sljosy (Мои слёзы, feat. Slame) - 2019: Moskwa (Москва, feat. GUF) - 2019: Ja edu na dshipe (Я еду на джипе) - 2019: S tschistogo lista (С чистого листа, feat. Grigori Leps) - 2020: Loco - 2020: Chawtschik (Хавчик, mit Dshiganom & Danej Milochinom) - 2020: El Problema (mit Morgenschternom) - 2020: Swesdopad (Звездопад) - 2020: Rolls Royce (mit Dshiganom & Egorom Kridom) - 2020: Radio Raketa (Live Freestyle) (Радио Ракета, feat. ST) - 2020: Skandal (Скандал, feat. Chansa & Oweek) - 2021: Tschoker (Чокер) - 2021: Maski (Маски) - 2021: Polnost’ju moja (Полностью моя feat. Dashxx) - 2021: Ejforija (Эйфория, feat. Ice Lo) - 2021: Na tschile (На чиле, feat. Dshigana, Egora Krida, The Limba, blago white, OG Buda, Soda Luv & Guf) - 2023: Baju-Baj (Баю-Бай, feat. HammAli) - 2023: Lambo (feat. Navai) |

Promo-Singles
Mehrere Lieder seines Albums SWAGG (2012) wurden als Einzeltracks zum Download bereitgestellt.
- Amanama (vs. DJ Antoine)
- Top of the World
- Tonight (feat. Shontelle)
- Forever (feat. Mario Winans, FlameMakers Remix)
- Be My Girl
- Get Money (feat. Mims & Mann)
- My Life (feat. Matisse & Sadko)
- Last Call
- Money in da Bank (feat. Eve, Bodybangers Remix)
- Match Me (feat. J-Son)

Als Gastmusiker
- 2008: Moja Moskwa (Moscow Never Sleeps) (Моя Москва, mit DJ Smash & Fast Food)
- 2008: Ljubow’ i mir (Любовь и мир, mit Tomn’Jerry & Anny Semenowitsch)
- 2008: Lazerboy (mit Sergej Lasarew)
- 2009: Meshdu nebom i semljoj (Между небом и землёй, mit DJ Smash & Shahzoda)
- 2010: Snaj (Знай, mit GeeGun)
- 2010: Party Animal (mit DJ M.E.G.)
- 2011: Fokusy (Фокусы, mit DJ Smash)
- 2011: Hollywood (mit Evii, Remix mit Evii & Trackstorm / Gproduction)
- 2012: Moscow to California (mit DJ M.E.G. & Sergeja Lasarewa)
- 2012: 8 Days a Week (mit Jean-Roch)
- 2012: Taking You Home (mit Nick Mccord)
- 2013: Buduschtschee gde-to rjadom (Будущее где-то рядом, mit L’One)
- 2013: Molodaja krow’ (Молодая кровь, mit Mot)
- 2014: Dewotschka bomba (Девочка бомба, mit Natan)
- 2014: Boroda (Борода, mit MC Doni)
- 2015: Derskaja (Дерзкая, mit Natan)
- 2015: Lutschschij drug (Лучший друг, mit Sascha Tschest)
- 2015: Nu tschto sa dela (Ну что за дела, mit DJ Kan & Mischa Marwin)
- 2018: 4 utra (4 утра, mit Mischa Marwin)

Als Teil von Banda
- 2004: Platschut nebesa (Плачут небеса)
- 2004: Nowye ljudi (Новые люди)
- 2005: Doping (Допинг)

Als Teil der Black Star Mafia
- 2011: Bud’ soboj (Будь собой)
- 2011: Reebok is Back
- 2013: Tusa (Tyca)
- 2015: W Schtschepki (В Щепки)
- 2017: Najdi swoju silu (Найди свою силу)
- 2018: Nad oblakami (Над облаками)

## Filmografie

### Als Darsteller
Filme
- 2005: Velvet Revolution (Velvet Revolution)
- 2006: Die Hitze (Жара, Cameo)
- 2008: Hitler geht kaputt (Гитлер капут!)
- 2009: Rotkäppchen (Красная шапочка)
- 2010: Kak kasaki … (Как казаки …)
- 2013: Odnoklassniki.ru: naCLICKay udachu (Одноклассники.ru: НаCLICKай удачу, Cameo)
- 2014: Kapsula (Капсула, Kurzfilm, Cameo)
- 2015: Sero (Зеро, Kurzfilm, Cameo)
- 2016: Beef. Russian Hip Hop (Cameo)
- 2019: Hot! (Жара, Cameo)

Fernsehserien
- 2006: Jappi na pikape (Яппи на пикапе, Doku-Soap, Cameo)
- 2007: Ljubow’ — ne schou-bisnes (Любовь — не шоу-бизнес, Cameo)
- 2008: Papas Töchter (Папины дочки, Folge 126, Cameo)
- 2022: Galustyan+ (Галустян+, Pilotfilm, Cameo)

### Als Synchronsprecher
- 2006: Arthur und die Minimoys (Arthur et les Minimoys)
- 2007: Könige der Wellen (Surf’s Up)
- 2009: Ghettogangz 2 – Ultimatum (Banlieue 13 – Ultimatum)
- 2009: Arthur und die Minimoys 2 – Die Rückkehr des bösen M (Arthur et la Vengeance de Maltazard)
- 2014: Brick Mansions

## Bücher
- 2008: Mawr (Мавр, als Buchproduzent,[23] Autor: Arkadija Prachowa)

### Als Hörbuchsprecher
- 2009: Audio pro Audi. Istorija brenda (Audio про Audi. История бренда)
- 2010: Tatarskie narodnye skaski (Татарские народные сказки)
- 2012: Mal’tschik dwenadzati let. Tatarskaja narodnaja skaska (Мальчик двенадцати лет. Татарская народная сказка)
- 2012: Belyj smej. Tatarskie narodnye skaski (Белый змей. Татарские народные сказки)
- 2012: Kamyr-Batyr. Tatarskie narodnye skaski (Камыр-Батыр. Татарские народные сказки)